# ادرینو
ادرینو (به بلغاری: Edrino) یک منطقهٔ مسکونی در بلغارستان است که در شهرستان کروموفگراد واقع شده‌است.